# Sava Šumanović
Sava Šumanović (Vinkovci, 22. siječnja 1896. – Srijemska Mitrovica, 30. kolovoza 1942.) bio je srpski slikar. Smatra se jednim od najvažnijih srpskih slikara 20. stoljeća. Šumanovićev opus obuhvaća oko 800 slika kao i 400 crteža i skica. Ustaše su ga pogubile u Srijemskoj Mitrovici 1942. godine.
U njegovu čast ustanovljena je nagrada Sava Šumanović.

## Galerija
- Autoportret (1925.)
- Pijana lađa (1927.)
- Bar u Parizu (1929.)
- Ženski akt u crvenoj fotelji (1934.)